# Ciclone Nelson
O ciclone Nelson (designação do JTWC: 12P) foi um ciclone tropical que atingiu a costa do golfo de Carpentária de Queensland, Austrália, durante o mês de Fevereiro de 2007. Nelson foi o segundo sistema tropical nomeado e o primeiro ciclone tropical significativo da temporada de ciclones na região da Austrália de 2006-07. Nelson formou-se de uma área de baixa pressão tropical próximo à costa norte do Território do Norte, Austrália, e seguiu para o golfo de Carpentaria e, enquanto seguia para leste, fortaleceu-se e atingiu a costa de Queensland com ventos máximos sustentados de 95 km/h, segundo o JTWC, ou 100 km/h, segundo o Centro de Aviso de Ciclone Tropical de Brisbane. Logo em seguida, Nelson dissipou-se sobre a Península do Cabo York.
Nelson causou apenas danos leves, já que atingiu uma região com baixa densidade populacional. No entanto, dez tripulantes de um navio que ficou a deriva na trajetória do ciclone tiveram que ser resgatados por helicópteros.

## História meteorológica

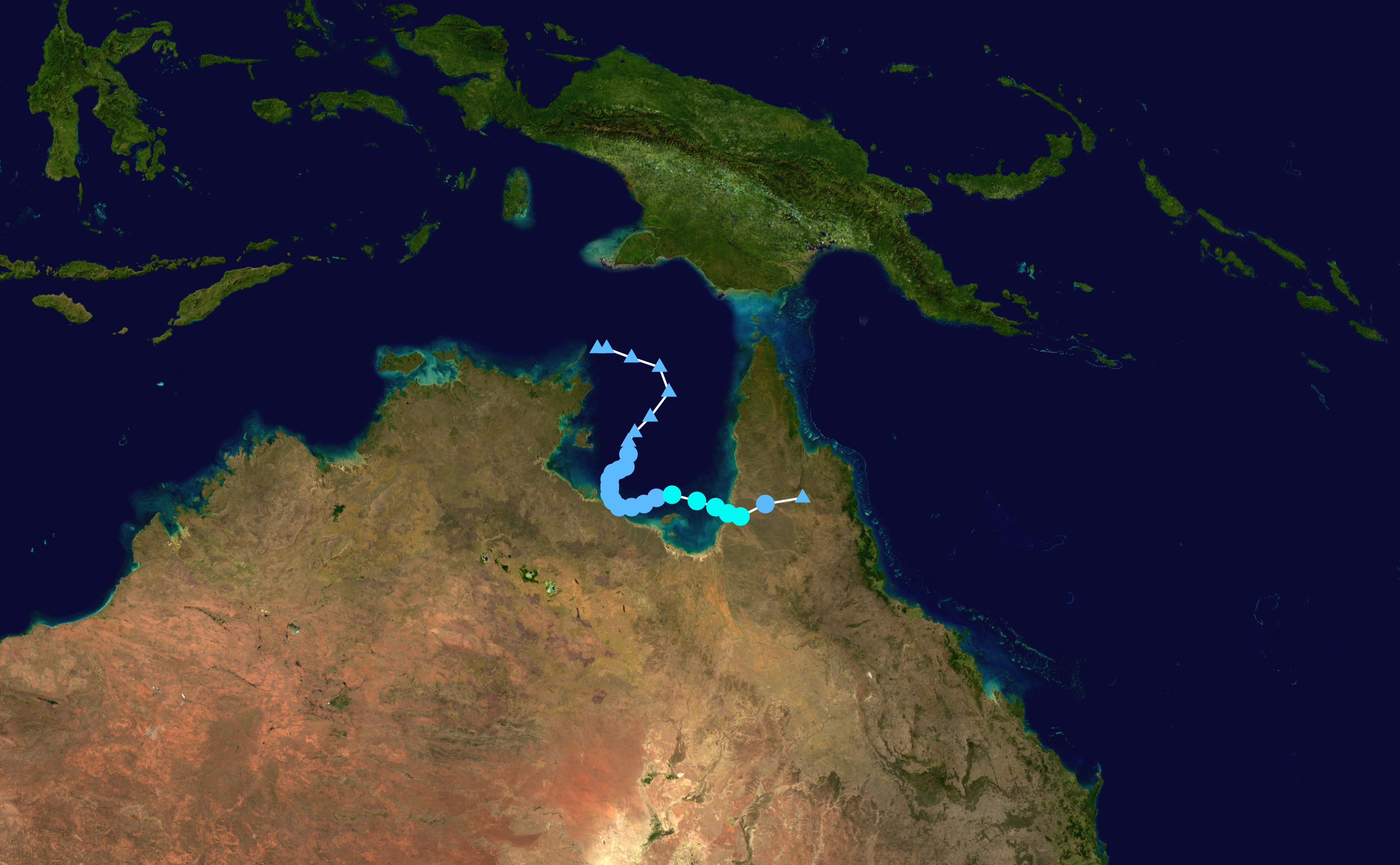
O caminho de Nelson

Uma área de baixa pressão tropical associada a um cavado de monção foi primeiramente notada em 30 de Janeiro, ao norte da ilha Melville, Território do Norte, Austrália. A área de baixa pressão começou então a seguir para leste sobre a linha da costa da região de Top End, Território do Norte. Em 31 de Janeiro, uma imagem de radar em Cape Wessel mostrava claramente que uma circulação ciclônica tinha se formado na região. No entanto, o sistema não conseguiu se intensificar devido ao aumento do cisalhamento do vento gerado por um cavado de monção situado perto de Georgetown. A partir de então, o sistema começou a seguir para sudoeste, adentrando o Golfo de Carpentária, devido ao fortalecimento de uma alta subtropical ao sul e ao oeste do sistema. O Joint Typhoon Warning Center (JTWC) tinha começado a monitorar o sistema em 3 de Fevereiro e emitiu um alerta de formação de ciclone (AFCT) em 5 de Fevereiro. O sistema tornou-se quase estacionário assim que alcançou a parte sudoeste do golfo. A alta subtropical que inicialmente definia o movimento da perturbação deslocou-se para o norte, causando a diminuição do cisalhamento do vento. O sistema começou a seguir para nordeste assim que fluxos monçonais ficaram mais definidos. A partir de então, o sistema começou a se fortalecer e, adentrando a área de responsabilidade do Centro de Aviso de Ciclone Tropical (CACT) de Brisbane, foi classificado como um ciclone tropical em 5 de Fevereiro e o CACT de Brisbane atribuiu-lhe o nome Nelson.
Seguindo para leste, Nelson intensificou-se gradualmente, executando uma pequena volta ciclônica antes de fazer landfall durante a noite (UTC) de 6 de Fevereiro, a cerca de 120 km a norte-nordeste de Karumba, Queensland, na Península do Cabo York. No momento em que Nelson atingiu a costa, o sistema também atingiu seu pico de intensidade, com ventos máximos sustentados de 95 km/h, segundo o Joint Typhoon Warning Center (JTWC), ou 100 km/h, segundo o CACT de Brisbane.
Inicialmente, era previsto que Nelson se intensificasse após cruzar rapidamente a Península do Cabo York e emergir no Mar de Coral. No entanto, uma nova área de baixa pressão formou-se a leste do sistema, tomando para si praticamente toda a umidade remanescente de Nelson. Com isso, logo após o ciclone atingir a costa do Golfo de Carpentária de Queensland, o CACT de Brisbane emitiu seu aviso final sobre o sistema.

## Preparativos e impactos
Alertas e avisos de ciclone foram emitidos e cancelados para a costa norte e leste do Território do Norte conforme o progresso da baixa tropical que viria dar origem ao ciclone Nelson. o ciclone causou apenas danos leves na Península do Cabo York por atingir uma área pouco povoada, entre as cidades de Karumba e Kowanyama. No entanto, um navio com dez tripulantes que carregava zinco teve que ser evacuado em pleno mar por meio de helicópteros; o navio ficou a deriva no meio do mar revolto do Golfo de Carpentária.